# Jocelyn Vollmar
Jocelyn Vollmar (San Francisco, 25 de noviembre de 1925- 13 de julio de 2018) fue una bailarina estadounidense, conocida por su carrera con el Ballet de San Francisco.

## Carrera
Vollmar nació en San Francisco, donde comenzó a bailar con el Ballet de San Francisco a los 12 años. Bajo la tutela de Willam Christensen, comenzó a realizar pequeños papeles con el Ballet de San Francisco en producciones que incluyeron el estreno de Coppélia en 1939 y el primer Lago de los cisnes de larga duración producido en Estados Unidos, en 1940. Después de graduarse de Lowell High School a los 17 años, ingresó a la compañía. Con el Ballet de San Francisco, bailó como la Reina de las Nieves en El cascanueces en 1944, en su primera producción estadounidense completa.
En 1948, George Balanchine invitó a Vollmar a bailar como bailarina principal del New York City Ballet durante su año inaugural. Después del New York City Ballet, también bailó con el American Ballet Theatre y el Grand Ballet du Marquis de Cuevas (el precursor del Grand Ballet de Monte Carlo). Fue invitada por Edouard Borovansky, el ex bailarín de los Ballets Russes, a bailar con el Borovansky Ballet, el precursor del Australian Ballet, en 1954, donde permaneció durante dos años. Mientras estuvo en Australia, interpretó papeles principales en Giselle, Las sílfides, El cascanueces y varios ballets reinterpretados del repertorio de los Ballets Russes, incluido Petrushka.
Regresó al San Francisco Ballet en 1956 y bailó con la compañía hasta 1972, retirándose después de la temporada de El cascanueces en 1972. Después de retirarse como bailarina, se desempeñó como maestra y coreógrafa para varias compañías de ballet. Fue maestra en la Escuela de Ballet de San Francisco de 1985 a 2005.